# IC 1450
IC 1450 је двојна звијезда у сазвјежђу Пегаз која се налази на листи објеката дубоког неба у Индекс каталогу.
Деклинација објекта је + 34° 32' 9" а ректасцензија 22h 37m 58,0s.